# 陳法 (嘉靖進士)
陳法（1543年—？），字萃章，號約斋，廣東廣州府南海縣人，民籍，明朝政治人物。

## 生平
廣東鄉試第三名舉人。嘉靖四十四年（1565年）中式乙丑科三甲第七十五名進士。兵部观政，本年六月授诸暨知县，丁忧，卒于南雄府。

## 家族
曾祖陳瑚；祖父陳傅；父陳篇，母鄧氏。兄湛、漢、涵、弟满、沂、汴。